# Олекас, Пранас Ионович
Пранас Ионович Олекас — советский хозяйственный и политический деятель.

## Биография
Родился в 1914 году в Науместисе. Член КПСС с 1933 года.
Окончил ВПШ (1949) и АОН (1957) при ЦК КПСС.
Участник подпольного коммунистического движения в межвоенной Литве: комсомолец в Науместисе и Марьямполе, секретарь Вилкавишского подпольного райкома КПЛ, инструктор подпольного ЦК КПЛ по Марьямпольскому и Шакяйскому уездам, политзаключённый.
В 1940—1941 гг. — первый секретарь Шакяйского укома КП(б) Литвы.
Участник Великой Отечественной войны в составе 156-го стрелкового полка 16-й Литовской стрелковой дивизии
В 1944—1947 гг. — заведующий отделом ЦК КП Литвы.
В 1947—1950 гг. — заместитель Председателя Совета Министров Литовской ССР.
В 1950—1952 гг. — второй секретарь Вильнюсского обкома КП Литвы.
В 1952—1953 гг. — инструктор ЦК КПСС.
В 1957—1963 гг. — председатель комиссии советского/партийного контроля при Совете Министров Литовской ССР.
В 1963—1965 — заместитель председателя Комитета народного контроля Литовской ССР.
Избирался депутатом Верховного Совета Литовской ССР 3-го, 5-6-го созывов.
Умер в 1965 году в Вильнюсе.

## Награды
- Орден Отечественной войны II степени (08.04.1947)
- Орден Трудового Красного Знамени (20.07.1950)
- Орден Красной Звезды (02.07.1945)